# Emfuleni
Emfuleni – gmina w Republice Południowej Afryki, w prowincji Gauteng, w dystrykcie Sedibeng. Siedzibą administracyjną gminy jest Vanderbijlpark.